# 湖南湘涛足球俱乐部2007赛季
2007赛季是湖南湘涛队史上的首个赛季，参加当年的中国足球乙级联赛。决赛阶段湘涛被山东大学足球队淘汰，首次冲甲失败。

## 赛季介绍
2007年1月22日，球队进行了易名以来的首次公开训练，并启用了俱乐部历史上的第二版队徽。球队参加了当赛季的中国足球乙级联赛，并将球队实现了湖南省“本土化”，当年球队26名队员中有25名是湖南籍贯的球员。球队在中乙南区中取得第3名，进入到淘汰赛的第一轮，结果被山东大学足球队淘汰，未能冲甲成功。

## 球员名单
註釋：國旗表示球員在國際足聯資格規則定義的國家隊。球員可能擁有一個以上非國際足聯國籍。
| 號碼 |      | 位置 | 球員   |
| ---- | ---- | ---- | ------ |
| 1    | 中国 | 门将 | 夏仁   |
| 3    | 中国 |      | 杨立明 |
| 4    | 中国 |      | 唐宇轩 |
| 5    | 中国 |      | 杨罡   |
| 6    | 中国 |      | 赵威   |
| 7    | 中国 |      | 侯敬夫 |
| 8    | 中国 |      | 涂权新 |
| 9    | 中国 |      | 唐杰   |
| 10   | 中国 |      | 王琛   |
| 11   | 中国 |      | 周文杰 |
| 12   | 中国 |      | 陈真   |
| 13   | 中国 |      | 王庆   |

| 號碼 |      | 位置 | 球員   |
| ---- | ---- | ---- | ------ |
| 14   | 中国 |      | 余志武 |
| 15   | 中国 |      | 刘家庆 |
| 16   | 中国 |      | 王康   |
| 17   | 中国 |      | 李金鑫 |
| 18   | 中国 |      | 王凌波 |
| 19   | 中国 |      | 余泽民 |
| 20   | 中国 |      | 许译   |
| 21   | 中国 |      | 陈杰   |
| 22   | 中国 |      | 丁方   |
| 35   | 中国 | 门将 | 李实   |

## 比赛

### 2007年中国足球乙级联赛南区预赛
更新日期：2007年9月29日
- 第一轮 湘涛 0－1 四川
- 第二轮 轮空
- 第三轮 湘涛 0－0 安徽九方
- 第四轮 湘涛 1－0 广东日之泉
- 第五轮 宁波华奥 1－0 湘涛
- 第六轮 湘涛 1－1 广西天基
- 第七轮 苏州趣普仕 0－2 湘涛
- 第八轮 四川 0－0 湘涛
- 第九轮 轮空
- 第十轮 安徽九方 1－0 湘涛
- 第十一轮 广东日之泉 2－1 湘涛
- 第十二轮 湘涛 1－0 宁波华奥
- 第十三轮 广西天基 0－0 湘涛
- 第十四轮 湘涛 2－0 苏州趣普仕

### 2007年中国足球乙级联赛决赛阶段
- 第一轮第一回合 湖南湘涛 1-0 山东大学
- 第一轮第二回合 山东大学 2-0 湖南湘涛

两回合总比分1比2，湖南湘涛止步中乙决赛阶段第一轮。